# Isaiah Berlin
Sir Isaiah Berlin, latvijsko-britanski politični filozof judovskega rodu, * 6. junij 1909, Riga, Latvija, † 5. november 1997, Oxford, Anglija, Združeno Kraljestvo.
Berlin velja za enega najvplivnejših političnih filozofov 20. stoletja in zagovornikov političnega liberalizma. Najbolj se je proslavil z esejem »Dva koncepta svobode« (Two Concepts of Liberty), v katerem je vzpostavil dihotomno razlikovanje med negativnim in pozitivnim konceptom svobode, ki se med sabo izključujeta.

## Življenje
Rojen v Rigi leta 1909, takrat še delom ruskega cesarstva, je odraščal v okolju, ki je bilo tradicionalno nenaklonjeno judovstvu. Kot edinec je izhajal izpremožnejše judovske družine. Njegov oče je bil trgovec s hlodovino, med prednike po moški liniji pa je družina prištevala Baal Šem Tova, začetnika hasidske ortodoksije.
Leta 1921 se je družini uspelo izseliti v Združeno kraljestvo. Naselila se je v Londonu, kjer se je Berlinu kljub začetnim težavam z drugačnim kulturnim okoljem uspelo zelo hitro socializirati. Že v naslednjem letu je nadaljeval šolanje na prestižni šoli za dečke St. Paul's School in nato na Univerzi v Oxfordu, kjer je študiral klasično književnost in interdisciplinarni posodobljeni študij filozofije, politike ter ekonomije (s kratico PPE). Kot prvemu Judu mu je uspelo biti izbran na elitni položaj visokošolskega profesorja kolidža »All Souls« v Oxfordu. Leta 1957 je bil povzdignjen v viteza. V letih od 1974 do 1978 je bil predsednik Britanske Akademije, leto kasneje pa ga je judovska država Izrael počastila s humanitarno in mirovno Nagrado Jeruzalem, ki se podeljuje individualno vsaki dve leti.
Znan kot odličen esejist, predavatelj in govornik je veliko deloval tudi v javnem življenju z raznimi predavanji in radijskimi nastopi. Med drugo svetovno vojno je za britansko vlado opravljal razne obveščevalne in kulturno ambasadorske
dejavnosti v New Yorku in v Moskvi. Med bivanjem v ZDA se je srečal s harvardskim logikom Henryem Shefferjem, ki ga je prepričal, da lahko kot analitični filozof napreduje le v sočasni specializaciji v logiko ali psihologijo. Ker znanstvena specializacija Berlina ni zanimala, je usmeril svojo pozornost v politično filozofijo in zgodovino idej. Bivanje v stalinistični Rusiji in srečanje z rusko pesnico in disidentko Ano Ahmatovo sta nanj pustila globok vtis o pomenu svobode posameznika v totalitarističnem režimu.

## »Dva koncepta svobode«
Isaiah Berlin je imel inavguralno predavanje »O dveh konceptih svobod« 31. oktobra 1958. Šele leta 1969 je predavanje izšlo kot en od »Štirih esejev o svobodi« (Four Essays on Liberty).
Negativno svobodo poenostavljeno opredeljuje v smislu, »da se drugi ne vtikajo vame. Širše ko je območje nevmešavanja, širša je moja svoboda«. Negativna svoboda je pogojena z vmešavanjem drugih v zadeve posameznika. Drugi lahko omejujejo posameznika le v tem pomenu, če gre za področje v katerem bi posameznik lahko deloval, a se mu zaradi oviranja drugih to krati. Pogojevanje npr. svobode političnega izražanja pri konceptu negativne svobode sovpada z zunanjimi dejavniki, ki spodbuajajo ali omejujejo posameznikovo zmožnost. Ta pogled ustreza klasični angleški politični filozofiji (Thomas Hobbes, Locke), kjer pa se po Berlinu razlike med raznimi avtorji konceptov negativne svobode postavijo v širini, ki naj bi področje zunanjega nevmešavanja zajemala. Zato Berlin predpostavlja obstoj določenega minimalnega območje osebne svobode, kamor drugi nikakor ne bi smeli vdirati in s tem zavirati razvoja naravnih sposobnosti, ki nas uresničujejo v različnih ciljih. Ker absolutna svoboda, ki ni omejena z ničimer, vodi v zatiranje svobode šibkejšega iz tega sledi, da je treba potegniti mejo med avtonomnostjo območja zasebnega življenja od območja javne oblasti, oziroma močnejšega drugega. Zato je potrebno nujno vsem drugim posameznikom preprečiti, če je treba s silo, da bi ta minimum svobode omejevali iz lastnih, sebičnih interesov.
Pozitivni vidik svobode izhaja iz avtonomnosti posameznikovega delovanja, v katerem so vse odločitve odvisne od posameznika ne pa od zunanjih danosti. V političnem primeru to lahko tudi pomeni, da si nek samodržec dovoli sprejemati odločitve ne samo v svojem imenu pač pa tudi v imenu vseh drugih, katere šteje za področje svoje oblasti. Berlin je imel posebej pred očmi socialistični despotizem njegove bivše domovine Sovjetske zveze, ki je obvladoval vse pore življenja, tako politično-ekonomskega kot tudi civilno družbenega. Berlin zato podpira predvsem negativni koncept svobode.

## Etična misel in pluralizem vrednot
Glavnino njegove intelektualne kariere predstavljajo etična teorija pluralizma vrednot (ang. value pluralism) in primerjalno historične analize konfliktov med vrednotami.

## Dela
- »Jež in lisica: esej o Tolstojevem pogledu na zgodovino« (The Hedgehog and the Fox: An Essay on Tolstoy's View of History, 1953);
- »Štirje eseji o svobodi« (Four Essays on Liberty, 1969);
- »Vico in Herder: dve študiji zgodovine idej« (Vico and Herder: Two Studies in the History of Ideas, 1976);
- »Karl Marx: življenje in delo« (Karl Marx: His Life and Environment, 1978);
- »Ruski misleci« (Russian Thinkers, 1978);
- »Koncepti in kategorije: filozofski eseji« (Concepts and Categories: Philosophical Essays, 1978);
- »Proti toku: eseji o zgodovini idej« (Against the Current: Essays in the History of Ideas, 1979);
- »Upognjeno steblo človečnosti: poglavja iz zgodovine idej« (The Crooked Timber of Humanity: Chapters in the History of Ideas, 1990);
- »Izvori romantike« (The Roots of Romanticism, 1999);
- »Trije kritiki razsvetljenstva: Vico, Hamann, Herder« (Three Critics of the Enlightenment: Vico, Hamann, Herder, 2000);
- »Moč idej« (The Power of Ideas, 2000);
- »Izdajalci svobode: šest sovražnikov človeških svoboščin« (Freedom and its Betrayal: Six Enemies of Human Liberty, 2002);
- »Sovjetski um: Rusija pod komunizmom« (The Soviet Mind: Russian Culture under Communism, 2004);
- »Politične ideje v obdobju romantike: njihov nastanek in vpliv na sodobno politično misel« (Political Ideas in the Romantic Age: Their Rise and Influence on Modern Thought, 2006)